# Freswick
Freswick  is een dorp  in het noorden van de Schotse lieutenancy Caithness in het raadsgebied Highland ongeveer zes kilometer ten zuiden van John o' Groats gelegen aan de Noordzee.